# Stenantilop
Stenantilop som också kallas för steenbok (Raphicerus campestris) är en antilopart som tillhör underfamiljen gasellantiloper. Den förekommer främst i södra och östra Afrika. Dess utbredningsområde sträcker sig från Angola till Zambia, Moçambique, Kenya och Tanzania.

## Utseende
Stenantilopen har en mankhöjd på mellan 45 och 60 centimeter och den kan väga mellan 10 och 15 kilogram. Deras päls är rödaktig till brungul, med vit mage och de har en vit ring runt ögonen. Ryggen är rak och den har stora öron och svart nos. Det är bara hanen som har horn. Hornen är upprättstående, släta och kan bli mellan 9 och 19 centimeter långa.

## Levnadssätt

### Socialt beteende
.

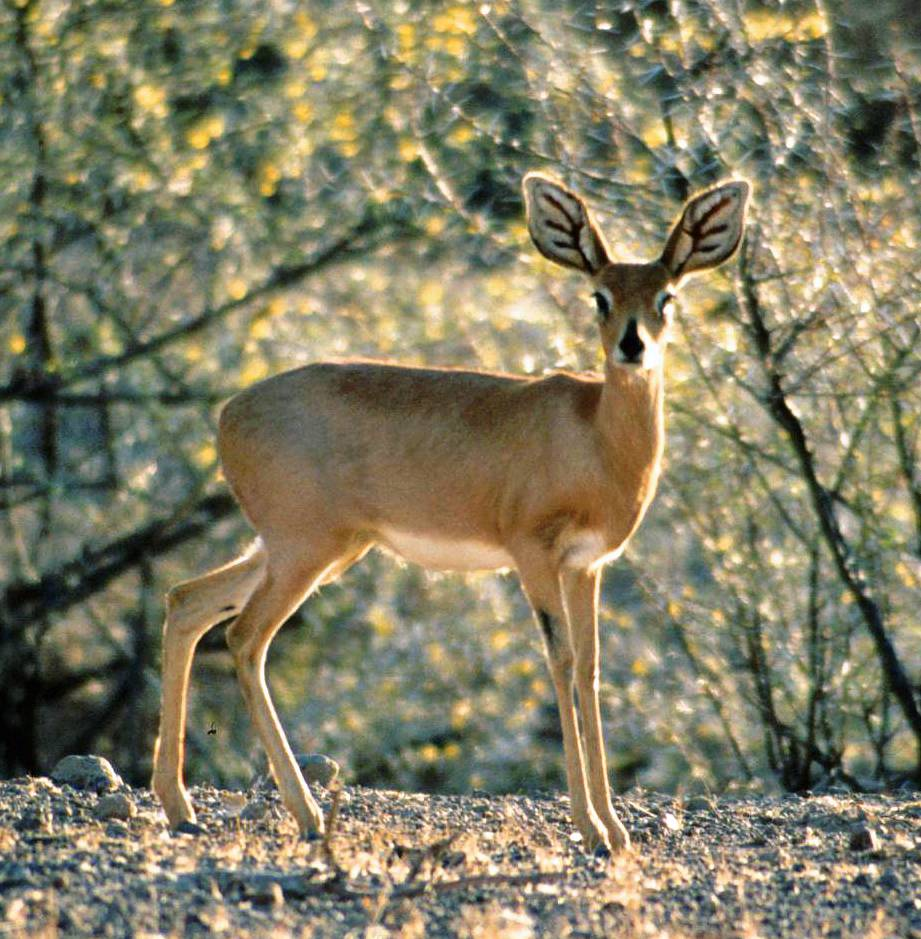
En Stenantilopshona
Foto av Thomas Schoch

Stenantilopen trivs bäst på gräs-, busk- och träd savanner, samt steniga slätter och torra halvöknar. Den är ett djur som är aktivt dagtid, samt under nätter när det är fullmåne. De hävdar revir som de markerar med spillning och doftmarkering. Antiloperna är ensamlevande och träffar bara andra stenantiloper när det parningssäsong. I stenantilopernas diet ingår gräs, skott, lökar, rötter, löv och örter. Eftersom den lever i ganska torra miljöer har den lärt sig att klara sig utan vatten långa perioder.

### Fortplantning
En stenantilopshona är dräktig i ungefär 6 månader och hon brukar få en kalv två gånger om året. Två veckor efter det att kalven fötts börjar den att äta fast föda. Kalven är helt avvand vid drygt 3 månaders ålder. En honkalv blir könsmogen vid mellan 6 och 7 månaders ålder medan en hankalv blir könsmogen när den är runt 9 månader gammal.

### Predatorer
Det är de stora och medelstora rovdjuren som i huvudsak jagar stenantiloper. Om den märker ett rovdjur ligger den helt stilla och trycker. Om rovdjuret märker antilopen ändå, rusar den upp i absolut sista sekunden och flyr zick-zackande över savannen. Den kan också ta sin tillflykt till någon jordhåla som jordsvin har grävt ut. Stenantilopen kan leva i uppemot 10 år.